# Капоета
Капоета (англ. Kapoeta) — місто Південного Судану, адміністративний центр штату Капоета.

## Географія

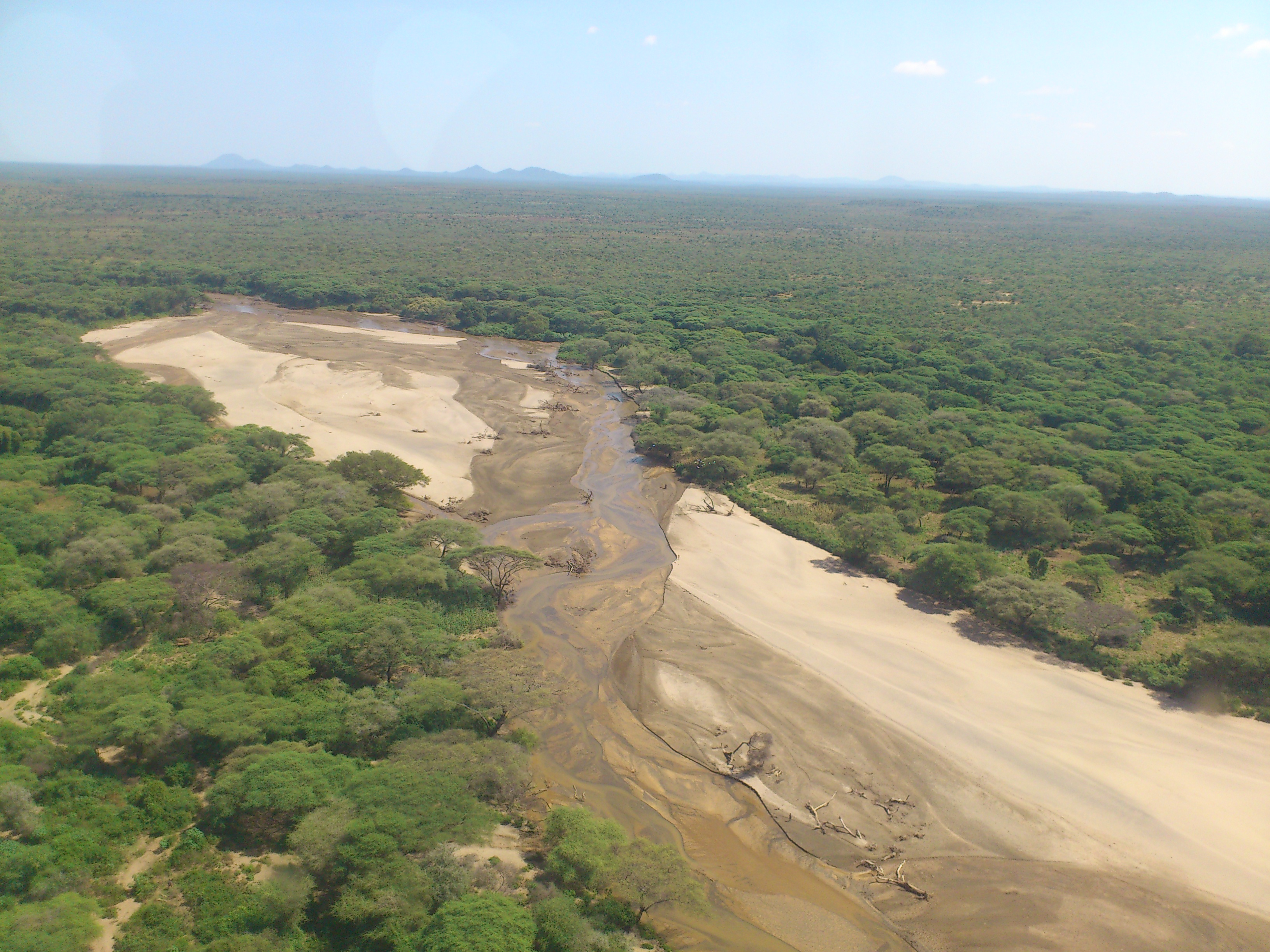
Річка Сінґайта

Місто розташоване у південно-східній частині Південного Судану, в історичному регіоні Екваторія, на східному березі річки Сінґайта, за 225 км на схід від міста Джуба, столиці Південного Судану, та за 100 км від кордону з Кенією та Угандою..
Капоета знаходиться на висоті 677 метрів над рівнем моря.

### Клімат
Місто знаходиться у зоні, котра характеризується кліматом тропічних саван. Найтепліший місяць — березень із середньою температурою 28.7 °C (83.7 °F). Найхолодніший місяць — липень, із середньою температурою 25.5 °С (77.9 °F).
| Клімат Капоети          | Клімат Капоети | Клімат Капоети | Клімат Капоети | Клімат Капоети | Клімат Капоети | Клімат Капоети | Клімат Капоети | Клімат Капоети | Клімат Капоети | Клімат Капоети | Клімат Капоети | Клімат Капоети | Клімат Капоети |
| Показник                | Січ.           | Лют.           | Бер.           | Квіт.          | Трав.          | Черв.          | Лип.           | Серп.          | Вер.           | Жовт.          | Лист.          | Груд.          | Рік            |
| Середня температура, °C | 27,2           | 28,2           | 28,7           | 28             | 27,1           | 26,2           | 25,5           | 25,6           | 26,3           | 26,8           | 26,7           | 26,6           | 26,9           |
| Норма опадів, мм        | 6.6            | 16.2           | 46.1           | 67.2           | 88.7           | 76.4           | 111.5          | 115.8          | 81.6           | 63.7           | 50             | 21.2           | 745            |
| Днів з опадами          | 1,8            | 3,1            | 6,1            | 9,6            | 10,1           | 8,8            | 10,3           | 10,1           | 8,4            | 8,2            | 6              | 2,3            | 84,8           |
| Вологість повітря, %    | 41.5           | 40.2           | 46.7           | 57.5           | 64.7           | 66.6           | 69.9           | 69             | 66             | 63.2           | 58.5           | 47.7           | 57.6           |
| ----------------------- | -------------- | -------------- | -------------- | -------------- | -------------- | -------------- | -------------- | -------------- | -------------- | -------------- | -------------- | -------------- | -------------- |
| Джерело: Weatherbase    |                |                |                |                |                |                |                |                |                |                |                |                |                |

## Історія

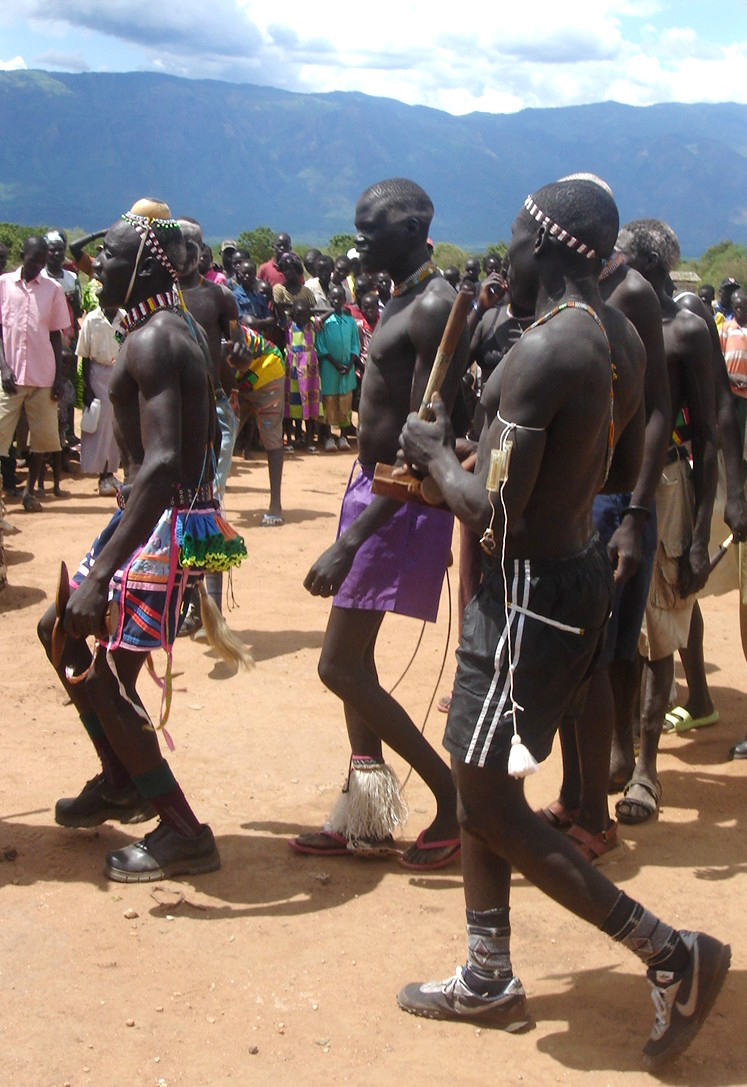

19 серпня 2013 року Капоета отримало статус міста. До 2015 року місто було у складі колишнього штату Східна Екваторія. Після того як 2 жовтня 2015 року президент Салва Киїр видав указ про новий адміністративний поділ Південного Судану, за яким замість колишніх 10 утворено 28 нових штатів, місто стало адміністративним центром нового штату Капоета.
У 2011 році в місті було введено в експлуатацію дизельну електростанцію потужністю 894 кВт, побудована на кошти Агентства США з міжнародного розвитку.
З грудні 2013 року, від початку кризи в Південному Судані, місто стало центром для біженців, більшість з яких потім було направлено у Кенію.

## Населення
У етнічному складі міста переважають представники етнічної групи топоса.
| 1973 | 1983   | 2000   | 2008    |
| ---- | ------ | ------ | ------- |
| 5332 | ▲ 5344 | ▲ 7042 | ▲ 16449 |

## Транспорт
У місті є летовище Капоета з ґрунтовою злітно-посадковою смугою.